# Періфант
Періфант, також Періфас (грец. Περίφας) — міфічний володар Аттики, що правив перед Кекропом; улюбленець Аполлона. Періфанта шанували нарівні з Зевсом, за що Громовержець хотів убити його, але на прохання Аполлона перетворив в орла.